# Angionychus
Angionychus lividus es una  especie de coleóptero adéfago de la familia Carabidae y el único miembro del género monotípico Angionychus.